# Rio Verde (vattendrag i Brasilien, Minas Gerais, lat -21,45, long -45,65)
Rio Verde är ett vattendrag i Brasilien.   Det ligger i delstaten Minas Gerais, i den sydöstra delen av landet, 700 km söder om huvudstaden Brasília. Rio Verde ligger vid sjöarna  Lagoa do Morro Grande Lagoa do Junco Lagoa do Chalé Lagoa do Arame och Reprêsa de Furnas.
Omgivningen kring Rio Verde är huvudsakligen savann. Området är ganska glesbefolkat, med 47 invånare per kvadratkilometer.